# Midrange-Rechner

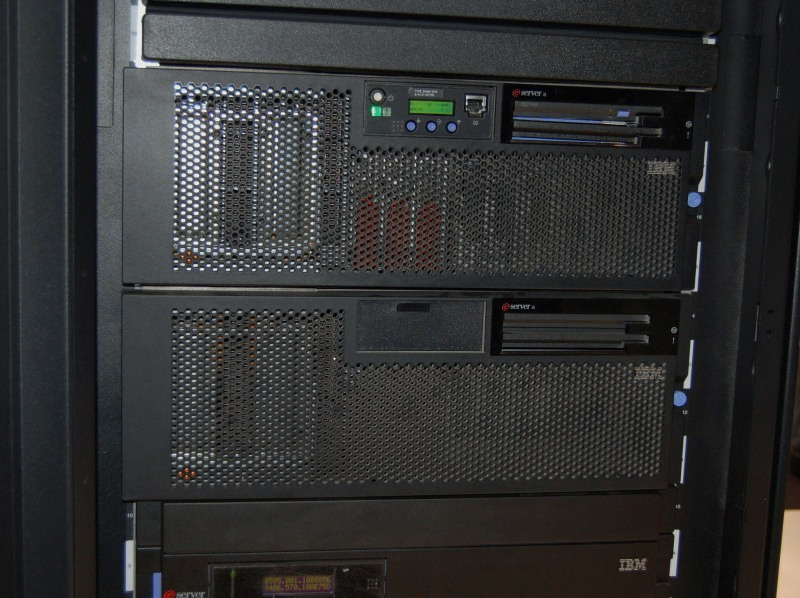
IBM-System-i-570-Server

Midrange-Rechner (aus dem Engl., sinngemäß mittlere Rechner, dt. Mittlere Datentechnik oder Abteilungsrechner) sind eine Klasse von Computern für den Einsatz in Wissenschaft und Wirtschaft, die zwischen den Großrechnern und Personal Computern angesiedelt sind.

## Geschichte
In den 1960er Jahren entstanden die Minicomputer als eine neue, kompakte Computerklasse der mittleren Datentechnik für kleinere bis mittlere Organisationen. Die Firma Digital Equipment Corporation offerierte die PDP-Modelle, Hewlett-Packard die HP3000-Modelle und IBM das System/3.
Aus diesen Rechnern entwickelten sich mit zunehmender Miniaturisierung Rechner derselben Leistungsklasse, die durch den Einsatz von leistungsfähigen Mikroprozessoren charakterisiert werden. Beispiele sind die Rechner von Sun Microsystems oder die AS/400-Reihe von IBM. Sowohl derartige Systeme als auch (im Nachhinein) die Minicomputer zählt man zu den Midrange-Systemen.
Seit den 1990er Jahren, als sich das Client-Server-Modell durchsetzte und sich die Midrange-Technik immer weiter modernen Personal Computern und Workstations anglich, versteht man unter einem Midrange-System meistens ein leistungsfähiges Server-System.